# Лукетић
Лукетић је презиме хрватског или српског порекла. Значајни људи са овим презименом су:
- Катарина Лукетић (1998), хрватска одбојкашица
- Роберт Лукетић (1973), аустралијски филмски режисер